# Weidewinkel
Weidewinkel is een aanduiding voor een grote alleen staande winkel buiten de bebouwde kom. Het kan gaan om een hypermarkt, een grote bouwmarkt, een meubelwinkel zoals IKEA, een tuincentrum of een zelfbedieningsgroothandel. Het woord weidewinkel wordt in Nederland gebruikt, echter bijna nooit door de consument.

## Bekende ketens van weidewinkels
- Gamma
- Praxis
- Hornbach
- Ikea

## Weidewinkels in Nederland
Het woord weidewinkel wordt sinds begin jaren zeventig in Nederland gebruikt.
In mei 1973 werd op het terrein van een voormalig agrarisch bedrijf, later vlasfabriek, in Fijnaart een "cash and carry"-winkel met oppervlakte van 800 m² geopend, deze wordt wel aangeduid als de "eerste weidewinkel".  Het bestuur van de toenmalige gemeente Fijnaart en Heijningen probeerde dit tegen te houden, maar had hier geen mogelijkheid voor omdat het niet in strijd met het bestemmingsplan of een wet was.
Later kwamen er andere winkels bij.

Ook in 1973 werd een nieuw gebouw neergezet bij de autosnelweg A1 bij Muiden voor een winkel van Maxis.
 Ook deze veel grotere winkel staat bekend als de "eerste weidewinkel van Nederland".  In 2003 werd Maxis Muiden omgevormd tot een winkelcentrum.
Bezwaren die worden gemaakt tegen weidewinkels zijn: Bedreiging voor winkels in steden en dorpen, aantasting van het landelijk gebied en toename van het autoverkeer. De Nederlandse overheid heeft daarom maatregelen genomen om nieuwe vestigingen moeilijker te maken.